# Alginet
Alginet (in arabo الجنات‎?, al-ǧinnāt) è un comune spagnolo di 13 100 abitanti situato nella comunità autonoma Valenciana.